# Ventenata blanchei
Ventenata blanchei là một loài thực vật có hoa trong họ Hòa thảo. Loài này được Boiss. miêu tả khoa học đầu tiên năm 1884.